# Сухомлинов, Николай Александрович
Никола́й Алекса́ндрович Сухомли́нов (27 июля 1850 — 2 января 1918) — русский военный и государственный деятель, генерал от кавалерии, Оренбургский губернатор и наказной атаман Оренбургского казачьего войска, Степной генерал-губернатор, командующий войсками Омского военного округа и наказной атаман Сибирского казачьего войска.

## Биография
Родился 27 июля 1850 года на Волыни. Потомственный дворянин. Его старший брат Владимир впоследствии стал генералом от кавалерии, военным министром Российской империи.

### Образование
Учился в Брестском кадетском корпусе (в период его пребывания в Вильне), окончил 1-й Петербургский кадетский корпус и Николаевское кавалерийское училище. В июле 1868 года зачислен корнетом в лейб-гвардии уланский Его Величества полк.

### Военная служба
В августе 1872 года произведён в поручики с утверждением в должности заведующего учебной командой полка, а ровно через год получил свою первую награду: орден Святого Станислава III степени.
Во время русско-турецкой войны 1877—1878 годов находился в действующей армии. Участвовал в сражении при Горном Дубняке, во взятии Телишских укреплений, Филипполя, Татар-Базарджика, Сан-Стефано, совершил переход через Балканы. После окончания войны вернулся в Россию и был назначен членом офицерского суда своего лейб-гвардии Уланского полка, после заведовал полковым оружием, в 1881 году произведён в ротмистры.
3 февраля 1903 года произведён в генерал-майоры с назначением командиром 1-й бригады 9-й кавалерийской дивизии, 7 января 1909 года назначен командующим этой дивизией, 6 декабря того же года произведён в генерал-лейтенанты с утверждением в должности начальника дивизии.

### Губернатор
4 сентября 1911 года назначен Оренбургским губернатором и наказным атаманом Оренбургского казачьего войска; прибыл в Оренбург и вступил в должность 8 октября.
С 16 февраля 1912 года в Оренбургском казачьем войске стал числиться великий князь Константин Константинович, в том же году 23 сентября соизволением императора Николая II войску было присвоено старшинство с 1574 года, со времени постройки воеводой Иваном Нагим детинца (острожка) Уфы.
В 1913 году была построена железнодорожная магистраль Оренбург—Орск (открытие пассажирского и товарного движения состоялось 19 декабря 1914 года), было получено разрешение на строительство железных дорог на Уфу и Казань.
При Сухомлинове получило развитие в губернии образование. По сведениям Оренбургской городской управы, в 1913 году в одних только приходских школах города насчитывалось 5300 учащихся, на народное образование было израсходовано более четверти городского бюджета (250 тысяч рублей). На 1914 год городская управа испрашивала из думы 280.500 рублей.
При Сухомлинове продолжался сбор пожертвований на постройку музея Оренбургского края, шли хлопоты об открытии судебной палаты, на повестку дня был вынесен вопрос о памятнике в Оренбурге Александру II, прибыл из Уральска (28 мая 1914 года) первый пароход финляндского общества братьев Лайхиа «Уралец».
Об объявлении мобилизации в Оренбурге стало известно 17 июля 1914 года в 19 часов, а утром 18 июля указ о мобилизации был опубликован во всех местных газетах. Через неделю после объявления мобилизации первые второочередные полки ОКВ (с 7-го по 12-й) были направлены в районы развёртывания русской армии. Вслед за ними (с 30 июля по 7 августа) отправились полки третьей очереди: с 13-го по 18-й.
С первых дней войны в области началось устройство госпиталей и санитарных поездов.
Сложная военная и политическая обстановка в стране привела к осложнениям и в Оренбургской области. Увеличился поток беженцев, падала зарплата, ощущалась нехватка жилья.
24 мая 1915 года Сухомлинов был назначен Степным генерал-губернатором, командующим войсками Омского военного округа и наказным атаманом Сибирского казачьего войска. 10 апреля 1916 года он был произведён в генералы от кавалерии.
После получения информации об отречении Царя и формировании Временного правительства Н.А. Сухомлинов, как и некоторые другие высокопоставленные чиновники, был арестован по решению Омского совета рабочих и военных депутатов. Арест состоялся в ночь с 3 на 4 марта 1917 года. После ареста он был под конвоем отправлен в Петроград.
Был женат на дочери тайного советника Крузе Зинаиде Александровне. Имел двоих детей: Владимира (1882) и Георгия (1890).
Дата смерти Сухомлинова неизвестна. По одной версии (Волков С. В. «Офицеры Российской гвардии»), он был расстрелян большевиками, по другой («Последний наместник царя»//«Омская газета» 04.09.2002), умер в Киеве 2 января 1918 года от тифа. Был похоронен на Байковом кладбище.

## Награды
- орден Св. Станислава 3-й ст. (1873)
- орден Св. Анны 3-й ст. с мечами и бантом (1878)
- орден Св. Станислава 2-й ст. с мечами (1878)
- орден Св. Владимира 4-й ст. с мечами и бантом (1878)
- орден Св. Владимира 3-й ст. (1893)
- орден Св. Станислава 1-й ст. (1905)
- орден Св. Анны 1-й ст. (1912)
- орден Св. Владимира 2-й ст. (06.12.1915).
- Высочайшая благодарность (ВП 06.04.1914)
- Румынский Железный Крест (1879)
- Прусский Красного Орла 2-го класса[3].